# Végzetcserjefajok listája
A végzetcserje (Clerodendrum) az ajakosvirágúak (Lamiales) rendjébe, ezen belül az árvacsalánfélék (Lamiaceae) családjába tartozó nemzetség.

## Rendszerezés
A nemzetségbe az alábbi 297 faj tartozik:
- Clerodendrum abilioi R.Fern.
- Clerodendrum adenocalyx Dop
- Clerodendrum adenophysum Hallier f.
- Clerodendrum africanum Moldenke
- Clerodendrum albiflos H.J.Lam
- Clerodendrum alboviolaceum Moldenke
- Clerodendrum andamanense (Moldenke) A.Rajendran & P.Daniel
- Clerodendrum anomalum Letouzey
- Clerodendrum apayaoense Quisumb.
- Clerodendrum arenarium Baker
- Clerodendrum atlanticum Jongkind
- Clerodendrum aucubifolium Hemsl.
- Clerodendrum bakhuizenii Moldenke
- Clerodendrum barba-felis Hallier f.
- Clerodendrum baronianum Oliv.
- Clerodendrum baumii Gürke
- Clerodendrum bellum Moldenke
- Clerodendrum bingaense S.Moore
- Clerodendrum bipindense Gürke
- Clerodendrum boivinii Moldenke
- Clerodendrum bosseri Capuron
- Clerodendrum brachyanthum Schauer
- Clerodendrum brachystemon C.Y.Wu & R.C.Fang
- Clerodendrum bracteatum Wall. ex Walp.
- Clerodendrum brassii Beer & H.J.Lam
- Clerodendrum breviflorum Ridl.
- Clerodendrum brooksii Ridl.
- Clerodendrum brunfelsiiflorum Hallier f.
- Clerodendrum brunnescens Moldenke
- Clerodendrum brunsvigioides Baker
- Clerodendrum buchananii (Roxb.) Walp.
- Clerodendrum buchneri Gürke
- Clerodendrum buettneri Gürke
- vörösödő végzetcserje vagy szagos végzetcserje, kínai sorsfa  (Clerodendrum bungei) Steud.[2]
- Clerodendrum calamitosum L.
- Clerodendrum canescens Wall. ex Walp.
- Clerodendrum capitatum (Willd.) Schumach.
- Clerodendrum carnosulum Baker
- Clerodendrum caryopteroides Moldenke
- Clerodendrum cauliflorum Vatke
- Clerodendrum cecil-fischeri A.Rajendran & P.Daniel
- Clerodendrum cephalanthum Oliv.
- Clerodendrum ceramenae Moldenke
- Clerodendrum chamaeriphes Wernham
- Clerodendrum chartaceum Moldenke
- jóillatú végzetcserje (Clerodendrum chinense) (Osbeck) Mabb.[2][3]
- Clerodendrum chlorisepalum Merr. ex Moldenke
- Clerodendrum citrinum Ridl.
- Clerodendrum cochinchinense Dop
- Clerodendrum colebrookeanum Walp.
- Clerodendrum comans Moldenke
- Clerodendrum condensatum Miq.
- Clerodendrum confine S.L.Chen & T.D.Zhuang
- Clerodendrum confusum Hallier f.
- Clerodendrum corbisieri De Wild.
- Clerodendrum cordatum D.Don
- Clerodendrum costatum R.Br.
- Clerodendrum cumingianum Schauer
- Clerodendrum curranii Elmer
- Clerodendrum curtisii N.E.Br.
- Clerodendrum cuspidatum Turcz.
- Clerodendrum cyrtophyllum Turcz.
- Clerodendrum dauphinense Moldenke
- Clerodendrum decaryi Moldenke
- Clerodendrum deflexum Wall.
- Clerodendrum dembianense Chiov.
- Clerodendrum densiflorum Griff.
- Clerodendrum denticulatum Moldenke
- Clerodendrum dependens Aug.DC.
- Clerodendrum dewittei Moldenke
- Clerodendrum dinklagei Gürke
- Clerodendrum disparifolium Blume
- Clerodendrum dusenii Gürke
- Clerodendrum ekmanii Moldenke
- Clerodendrum elbertii Hallier f.
- Clerodendrum elliotii Moldenke
- Clerodendrum elliptifolium Merr.
- Clerodendrum emirnense Bojer ex Hook.
- Clerodendrum erectum De Wild.
- Clerodendrum ervatamioides C.Y.Wu
- Clerodendrum eucalycinum Oliv.
- Clerodendrum eupatorioides Baker
- Clerodendrum excavatum De Wild.
- Clerodendrum farafanganense Moldenke
- Clerodendrum fasciculatum B.Thomas
- Clerodendrum fastigiatum (W.Hunter) H.J.Lam
- Clerodendrum filipes Moldenke
- Clerodendrum finetii Dop
- Clerodendrum fistulosum Becc.
- Clerodendrum flavum Merr.
- Clerodendrum floribundum R.Br.
- Clerodendrum formicarum Gürke
- Clerodendrum fortunatum L.
- Clerodendrum friesii K.Schum.
- Clerodendrum frutectorum S.Moore
- Clerodendrum fugitans Wernham
- Clerodendrum fuscum Gürke
- Clerodendrum galeatum Balf.f.
- Clerodendrum garrettianum Craib
- Clerodendrum gaudichaudii Dop
- Clerodendrum geoffrayi Dop
- Clerodendrum gibbosum Moldenke
- Clerodendrum giganteum (Moldenke) Phillipson & Callm.
- Clerodendrum globosum Moldenke
- Clerodendrum globuliflorum B.Thomas
- Clerodendrum godefroyi Kuntze
- Clerodendrum grayi Munir
- Clerodendrum grevei Moldenke
- Clerodendrum griffithianum C.B.Clarke
- Clerodendrum haematolasium Hallier f.
- Clerodendrum hahnianum Dop
- Clerodendrum hainanense Hand.-Mazz.
- Clerodendrum harmandianum Dop
- Clerodendrum hastatum (Roxb.) Lindl.
- Clerodendrum hendersonii Moldenke
- Clerodendrum henryi C.Pei
- Clerodendrum hettae Hallier f.
- Clerodendrum hexangulatum B.Thomas
- Clerodendrum hildebrandtii Vatke
- Clerodendrum hircinum Schauer
- Clerodendrum hispidum M.R.Hend.
- Clerodendrum hiulcum Moldenke
- Clerodendrum horsfieldii Miq.
- Clerodendrum humbertii Moldenke
- Clerodendrum inaequipetiolatum R.D.Good
- Clerodendrum indicum (L.) Kuntze
- Clerodendrum infortunatum L. - típusfaj
- Clerodendrum ingratum K.Schum. & Lauterb.
- Clerodendrum insolitum Moldenke
- Clerodendrum intermedium Cham.
- Clerodendrum involucratum Vatke
- Clerodendrum izuinsulare K.Inoue & M.Haseg. & Shiro Kobay.
- Clerodendrum japonicum (Thunb.) Sweet
- Clerodendrum johnstonii Oliv.
- Clerodendrum johorense Moldenke
- Clerodendrum kaichianum P.S.Hsu
- Clerodendrum kalaotoense H.J.Lam
- Clerodendrum kamhyoae Phillipson & L.Allorge
- Clerodendrum kampotense Dop
- Clerodendrum kanichi De Wild.
- Clerodendrum katangensis De Wild.
- Clerodendrum kauderni Moldenke
- Clerodendrum kiangsiense Merr. ex H.L.Li
- Clerodendrum kinabaluense Stapf
- Clerodendrum klemmei Elmer
- Clerodendrum kwangtungense Hand.-Mazz.
- Clerodendrum laciniatum Balf.f.
- Clerodendrum laevifolium Blume
- Clerodendrum lanceoliferum S.Moore
- Clerodendrum lanessanii Dop
- Clerodendrum lankawiense King & Gamble
- Clerodendrum lanuginosum Blume
- Clerodendrum lastellei Moldenke
- Clerodendrum laxiflorum Baker
- Clerodendrum lecomtei Dop
- Clerodendrum leparense Moldenke
- Clerodendrum leucobotrys Breteler
- Clerodendrum leucophloeum Balf.f.
- Clerodendrum lindenianum A.Rich.
- Clerodendrum lindleyi Decne. ex Planch.
- Clerodendrum lloydianum Craib
- Clerodendrum longiflorum Decne.
- Clerodendrum longilimbum C.Pei
- Clerodendrum longisepalum Dop
- Clerodendrum lutambense Verdc.
- Clerodendrum luteopunctatum C.Pei & S.L.Chen
- Clerodendrum luzoniense Merr.
- Clerodendrum mabesae Merr.
- Clerodendrum macrocalycinum Baker
- Clerodendrum macrocalyx H.J.Lam
- Clerodendrum macrostegium Schauer
- Clerodendrum madagascariense Moldenke
- Clerodendrum magnificum Warb.
- Clerodendrum magnoliifolium Baker
- Clerodendrum mananjariense Moldenke
- Clerodendrum mandarinorum Diels
- Clerodendrum mandrarense Moldenke
- Clerodendrum mannii Baker
- Clerodendrum manombense Moldenke
- Clerodendrum margaritense Moldenke
- Clerodendrum melanocrater Gürke
- Clerodendrum membranifolium H.J.Lam
- Clerodendrum micans Gürke
- Clerodendrum microcalyx Ridl.
- Clerodendrum mildbraedii B.Thomas
- Clerodendrum minahassae Teijsm. & Binn.
- Clerodendrum mindorense Merr.
- Clerodendrum moramangense Moldenke
- Clerodendrum morigono Chiov.
- Clerodendrum multibracteatum Merr.
- Clerodendrum myrianthum Mildbr.
- Clerodendrum myrmecophilum Ridl.
- Clerodendrum myrtifolium Moldenke
- Clerodendrum nhatrangense Dop
- Clerodendrum nicolsonii A.Rajendran & P.Daniel
- Clerodendrum nipense Urb.
- Clerodendrum nutans Wall. ex Jack
- Clerodendrum oblongifolium Kochummen
- Clerodendrum ohwii Kaneh. & Hatus.
- Clerodendrum palmatolobatum Dop
- bugás végzetcserje (Clerodendrum paniculatum) L.[2]
- Clerodendrum parvitubulatum B.Thomas
- Clerodendrum parvulum L.S.Sm.
- Clerodendrum paucidentatum Moldenke
- Clerodendrum pauciflorum Moldenke
- Clerodendrum peii Moldenke
- Clerodendrum peregrinum Moldenke
- Clerodendrum perrieri Moldenke
- Clerodendrum petasites (Lour.) S.Moore
- Clerodendrum petunioides Baker
- Clerodendrum philippinense Elmer
- Clerodendrum phlomidis L.f.
- Clerodendrum phyllomega Steud.
- Clerodendrum pierreanum Dop
- Clerodendrum pleiosciadium Gürke
- Clerodendrum poggei Gürke
- Clerodendrum polyanthum Gürke
- Clerodendrum polycephalum Baker
- Clerodendrum porphyrocalyx K.Schum. & Lauterb.
- Clerodendrum praetervisa Guinea
- Clerodendrum premnoides Moldenke
- Clerodendrum preslii Elmer
- Clerodendrum puberulum Merr.
- Clerodendrum pubiflorum (Bakh. ex Moldenke) Wearn
- Clerodendrum pubifolium Quisumb. & Merr.
- Clerodendrum pusillum Gürke
- Clerodendrum putre Schauer
- Clerodendrum pygmaeum Merr.
- Clerodendrum pynaertii De Wild.
- Clerodendrum pyrifolium Baker
- Clerodendrum quadriloculare (Blanco) Merr.
- Clerodendrum ramosissimum Baker
- Clerodendrum revolutum Bosser
- Clerodendrum ridleyi King & Gamble
- Clerodendrum riedelii Oliv.
- Clerodendrum ringoetii De Wild.
- Clerodendrum robecchii Chiov.
- Clerodendrum robustum Klotzsch
- Clerodendrum roseiflorum Moldenke
- Clerodendrum rotundifolium Oliv.
- Clerodendrum rubellum Baker
- Clerodendrum rumphianum de Vriese
- Clerodendrum rusbyi Moldenke
- Clerodendrum sahelangii Koord. ex Bakh.
- Clerodendrum sakaleonense Moldenke
- Clerodendrum sarawakanum H.J.Lam
- Clerodendrum sassandrense Jongkind
- Clerodendrum sayapense Wearn
- Clerodendrum schmidtii C.B.Clarke
- Clerodendrum schweinfurthii Gürke
- Clerodendrum scopiferum Miq.
- Clerodendrum sessilifolium Moldenke
- Clerodendrum silvanum Henriq.
- Clerodendrum silvestre B.Thomas
- Clerodendrum singalense Miq.
- Clerodendrum singwanum B.Thomas
- Clerodendrum sinuatum Hook.
- Clerodendrum smitinandii Moldenke
- pompás végzetcserje (Clerodendrum speciosissimum) Drapiez[2]
- skarlátvörös végzetcserje (Clerodendrum splendens) G.Don[2]
- Clerodendrum subpeltatum Wernham
- Clerodendrum subreniforme Gürke
- Clerodendrum subtruncatum Moldenke
- Clerodendrum sumatranum Moldenke
- Clerodendrum sylvae Adain
- Clerodendrum sylvestre Moldenke
- Clerodendrum tanganyikense Baker
- Clerodendrum tatei (F.Muell.) Munir
- Clerodendrum ternatum Schinz
- Thomson-végzetcserje (Clerodendrum thomsoniae) Balf.f.[2]
- Clerodendrum thouarsii Phillipson & Callm.
- Clerodendrum thyrsoideum Gürke
- Clerodendrum tibetanum C.Y.Wu & S.K.Wu
- Clerodendrum tomentellum Hutch. & Dalziel
- Clerodendrum tomentosum (Vent.) R.Br.
- Clerodendrum tonkinense Dop
- Clerodendrum toxicarium Baker
- Clerodendrum tracyanum (F.Muell.) Benth.
- Clerodendrum trichanthum Bosser
- Clerodendrum tricholobum Gürke
- kései végzetcserje vagy japán sorsfa, szerencsefa (Clerodendrum trichotomum) Thunb.[2]
- Clerodendrum triflorum Vis.
- Clerodendrum tubulosum Moldenke
- Clerodendrum umbellatum Poir.
- Clerodendrum umbratile King & Gamble
- Clerodendrum urticifolium (Roxb.) Wall. ex Voigt
- Clerodendrum utakwense Wernham
- Clerodendrum vanoverberghii Merr.
- Clerodendrum villosicalyx Moldenke
- Clerodendrum villosum Blume
- Clerodendrum vinosum Moldenke
- Clerodendrum volubile P.Beauv.
- Clerodendrum wallii Moldenke
- Clerodendrum welwitschii Gürke
- Clerodendrum wenzelii Merr.
- Clerodendrum williamsii Elmer
- Clerodendrum yunnanense Hu